# 马库斯·索迈耶

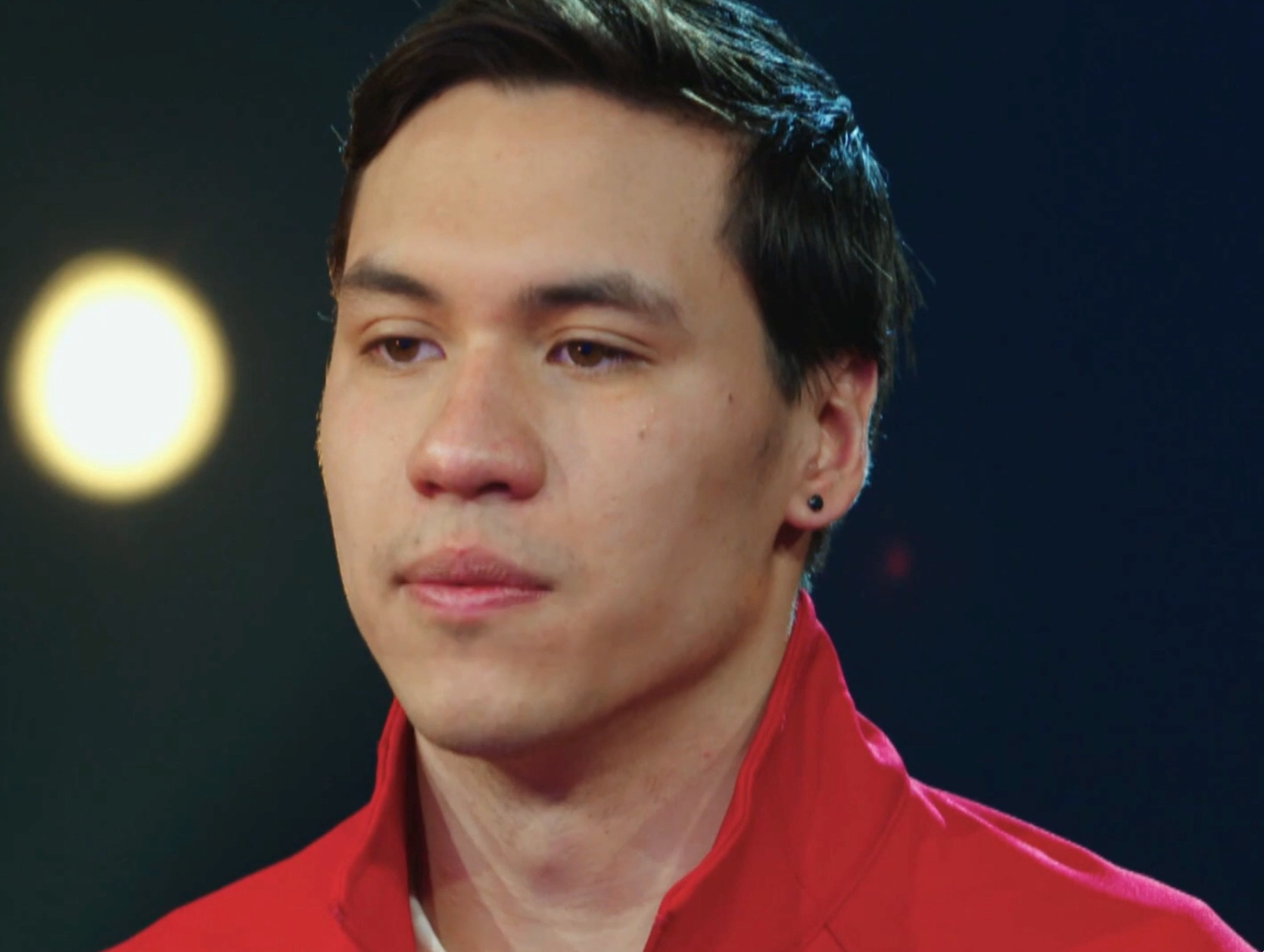
马库斯·索迈耶

马库斯·索迈耶（英語：Markus Thormeyer，1997年8月25日—）是加拿大的一位游泳運動員，主攻自由泳和仰式。他就讀於不列顛哥倫比亞大學的環境科學專業。他代表加拿大參加了2020年奧運會。他也是一位公開出櫃的同性戀者。